# Zoè Carbonopsina
Zoè Carbonopsina (grec antic: Ζωή Καρϐωνοψίνα, Zōḗ Karbōnopsína) fou una emperadriu romana d'Orient, la quarta esposa de Lleó VI (886-911).
Era parenta del cronista Teòfanes el Confessor i neboda d'Himeri, almirall de la marina romana d'Orient. Va ser l'amant de Lleó VI durant un temps, que no es va casar amb ella fins que no li va donar un fill, el futur Constantí VII, l'any 905. Aquest era el seu quart matrimoni, cosa que per l'Església Ortodoxa, representava un pecat de poligàmia. Lleó VI ja havia lluitat perquè li reconeguessin el seu tercer matrimoni amb Eudòxia Baiana l'any 901.
El patriarca Nicolau I el Místic va batejar després de molts precs de Constantí, però va prohibir fermament a l'emperador de tornar a casar-se per quarta vegada. Lleó va desobeir, celebrant en secret el seu matrimoni a la capella privada del palau, davant d'un simple sacerdot. La contínua oposició de Nicolau va fer que fos arrestat amb un fals pretext i es va veure obligat a abdicar l'any 907. El següent patriarca, Eutimi, va reconèixer el matrimoni.
L'any 912, Lleó va morir i el va succeir el seu germà petit Alexandre. Alexandre, després d'haver deposat Eutimi del càrrec de Patriarca, va recordar el que havia dit el patriarca Nicolau al que havia restituït al seu lloc, i va expulsar Zoè del palau imperial. Després de la mort d'Alexandre el 913, Zoè va tornar al palau però Nicolau la va obligar a entrar en un convent després d'haver obtingut el compromís del senat i del clergat de què no fos acceptada com a emperadriu. No obstant això, algunes concessions impopulars que Nicolau havia fet als búlgars el mateix any, van debilitar la seva posició i el 914, Zoè va poder enderrocar Nicolau, que actuava de regent, i substituir-lo a la regència. Nicolau va poder seguir com a patriarca després de reconèixer-la emperadriu.
Zoè va regnar recolzada per la burocràcia imperial, sobretot per l'influent general Lleó Focas, el seu favorit. El primer acte de Zoe va ser revocar les concessions a Simeó I el Gran, Kan dels búlgars, sobretot el reconeixement del seu títol imperial i el matrimoni concertat entre la seva filla i Constantí. Aquest gest va reiniciar la guerra entre l'Imperi i Bulgària, que va començar malament per als romans d'Orient que també havien de fer front a les operacions militars al sud d'Itàlia i a la seva frontera oriental. El 915, les tropes de Zoè van rebutjar una invasió àrab d'Armènia i es va signar la pau amb els àrabs. Va poder organitzar una operació a gran escala contra els búlgars, que s'havien endinsat a l'imperi i havien pres Adrianòpolis. Aquesta campanya va acabar en un complet fracàs, ja que l'aliança amb els petxenegs, que havien d'atacar els búlgars des del nord, va fracassar i Lleó Focas va sofrir dues grans derrotes a Anquialos, i després a Katasirtai, el 917. L'aliança intentada amb els serbis i els magiars no van tenir èxit i els àrabs, animats per la feblesa de l'imperi, van iniciar diverses incursions. La posició de Zoè amb prou feines va millorar per un tractat humiliant amb els àrabs de Sicília, als que s'havia demanat ajuda per acabar amb les revoltes a Itàlia.
El 919, l'almirall Romà Lecapè va aprofitar la creixent oposició contra Zoè i Lleó Focas per prendre el poder. Va organitzar el matrimoni de la seva filla Helena Lecapena amb Constantí VII i el 920, acusant Zoe d'haver volgut enverinar-lo, la va enviar a un convent.
La seva cara apareix a algunes monedes emeses pel seu fill Constantí VII Porfirogènit.